# Is Is
Is Is es el tercer EP de la banda Yeah Yeah Yeahs lanzado el 24 de julio del 2007. Las canciones para el EP fueron escritas en el 2004 durante la grabación de su primer álbum Fever to Tell. La canción "Down Boy" ocupa el puesto #61 en la lista de las 100 Mejores Canciones de 2007 de Rolling Stone.

## Lista de canciones
1. "Rockers to Swallow"
2. "Down Boy"
3. "Kiss, Kiss"
4. "Isis"
5. "10 x 10"